# 关累港
21°40′46″N 101°07′50″E / 21.679572°N 101.130425°E
关累港是云南省西双版纳傣族自治州勐腊县关累临澜沧江的一个河港，是景洪港下的一个港区。关累港未经国务院认定为口岸，而是根据《中华人民共和国政府、老挝人民民主共和国政府、缅甸联邦政府、泰王国政府澜沧江—湄公河商船通航协定》对外开放，关累港的口岸联检机关由景洪港派出，实际为景洪水运口岸下的通道地位。